# コニカミノルタ
コニカミノルタ株式会社（英: KONICA MINOLTA, INC.）は、東京都千代田区丸の内に本社を置く、日本の電機メーカーである。日経平均株価の構成銘柄の一つ。
みどり会の会員企業であり三和グループに属している。

## 概要
2003年8月に写真関連商品、および複写機などのオフィス製品などを製造していたコニカ（東京都）とミノルタ（大阪府）の経営統合により発足した持株会社コニカミノルタホールディングス株式会社を前身とするが、2013年4月に事業子会社7社を吸収合併して事業会社に移行し、現在の商号に変更された。
企業ロゴマークは「グローブマーク」といい、ソール・バスがデザインした旧ミノルタ時代のロゴマークを継続して用いている。地球をイメージしたデザインに「光学」「化学」「電気」「機械」「ソフトウェア」の画像情報の分野における技術力の総結集をイメージした5本のラインと、楕円形はユーザーに対する信頼と安心を提供し、また技術力の結集と調和を表すシンボルとしている。また、シンボルカラーは独創的な発想を促す「イノベーションブルー」である。コミュニケーションメッセージ（スローガン）は「Giving Shape to Ideas（ギヴィング・シェイプ・トゥ・アイディアズ）」で、顧客と共に新しい価値の創造を目指す企業姿勢を表現している。なお、経営統合時から2011年9月まで使われていたコミュニケーションメッセージは「The essentials of imaging（ジ・エッセンシャルズ・オブ・イメージング）」で、これも旧ミノルタのコミュニケーションメッセージを継承したものであった。
かつては子会社のコニカミノルタフォトイメージングを通じて、カメラやデジタルカメラ、フィルムなど写真関連用品も扱っていたが、2006年3月限りで撤退した。カメラは、旧コニカ、旧ミノルタの歴史を引き継いでいたが、ソニーへ事業譲渡された。
写真関連事業から撤退して以降、オフィス向けの複合機を主力としていたが、2010年代以降のオフィスにおける「ペーパーレス化」の波により、2019年度以降は赤字が続いている。事業ポートフォリオの見直しのため、2017年にプレシジョンメディシン事業に参入したが、減損により2023年度に1031億円の赤字を計上するなど、さらに赤字が膨らんだ。そのため、2024年には拡大路線を改め「等身大の経営」を掲げ、ペーパーレス化で複合機の販売が減っても利益を生み出せる体制を構築するべく、人員削減のほか、ライバルである富士フイルムビジネスイノベーションと提携し、複合機部品の調達機能を統合した合弁会社を設立する動きがある。
また、経済産業省によって2017年度から2024年度の健康経営優良法人に認定されている。

## 事業拠点

### 本社・支社
- 本社：東京都千代田区丸の内二丁目7番2号JPタワー
- 関西支社：大阪府大阪市西区西本町二丁目3番10号西本町インテス

西本町インテスには、事業会社や販売会社など多数のコニカミノルタグループ関連企業も入居している。
再編当初の本社は旧コニカ本社のあった東京都新宿区西新宿に、関西支社は旧ミノルタ本社のあった大阪市中央区安土町の大阪国際ビルディングに所在していた。

### 事業所

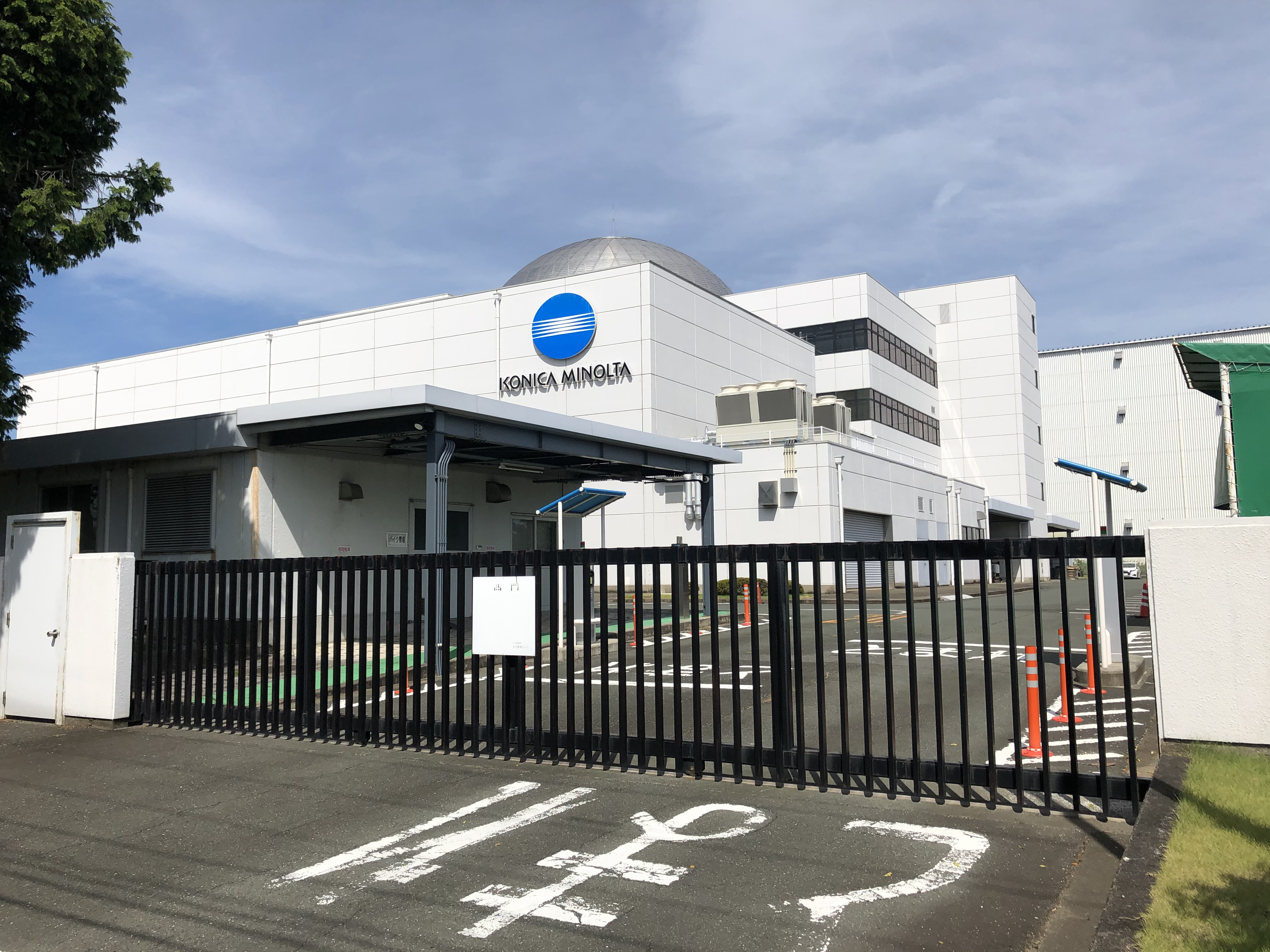
豊川サイト（豊川市金屋西町）

コニカミノルタでは、事業所のことをサイトという名称で統一している。
- コニカミノルタ東京サイト八王子（東京都八王子市石川町2970） - 北八王子工業団地内に位置する。正門入って直ぐ右側の庭園エリア内に社内神社・小六稲荷神社が鎮座していて、各部署の安全委員や管理職によって定期的な安全祈願が行われている。特に神社エリアが特別に区切られているわけではないため、社員は自由に参拝が可能で、また、敷地外からも本殿を眺めることは可能。
- コニカミノルタ東京サイト日野（東京都日野市さくら町1） - さくら町は本事業所のみの町名であり、かつての商標「さくら天然色フヰルム」に由来する。また、1丁目しか存在しない。正門入って右側の総合事務棟とラックビルの間を進むと左側の茂みの中に稲荷神社が鎮座している。こちらも社員は自由に参拝が可能。ちなみに、周りを建物と茂みに囲まれており、敷地外から本殿を確認することは不可能。
- コニカミノルタ甲府サイト（山梨県中央市極楽寺砂田1221）
- コニカミノルタ三河サイト（愛知県豊川市八幡町東赤土2）
- コニカミノルタ瑞穂サイト（愛知県豊川市穂ノ原3-22-1）
- コニカミノルタ豊川サイト（愛知県豊川市金屋西町1-8）
- コニカミノルタ高槻サイト（大阪府高槻市桜町1-2）
- コニカミノルタ堺サイト（大阪府堺市堺区大仙西町3-91）
- コニカミノルタ大阪狭山サイト（大阪府大阪狭山市今熊6-300）
- コニカミノルタ神戸サイト（兵庫県神戸市西区高塚台1-5-3） - 西神工業団地
- コニカミノルタ神戸第2サイト（兵庫県神戸市西区高塚台7-3-1）
- コニカミノルタ西神サイト（兵庫県神戸市西区高塚台4-4-1）

#### 過去の事業所
- コニカミノルタ伊丹サイト（兵庫県伊丹市高台4-18） - 2021年3月31日をもって開発・生産機能の集約に伴い閉鎖[11]

## 沿革
持株会社化以前の沿革については、「コニカ」および「ミノルタ」を参照

### 持株会社時代
- 2003年
  - 4月1日 - コニカ株式会社を持株会社へ組織変更。会社分割により事業子会社4社・共通機能会社2社（コニカビジネステクノロジーズ株式会社、コニカオプト株式会社、コニカフォトイメージング株式会社、コニカメディカルアンドグラフィック株式会社、コニカテクノロジーセンター株式会社、コニカビジネスエキスパート株式会社）を設立。ミノルタも事業準備子会社としてミノルタカメラ株式会社[注 2]とミノルタセンシング株式会社を設立。
  - 8月5日 - コニカ株式会社が株式交換によりミノルタ株式会社を完全子会社化。コニカ株式会社をコニカミノルタホールディングス株式会社へ社名変更。ミノルタは大阪に本社があったが、合併後は本社機能はコニカ本社のある東京に統一。旧ミノルタ本社はコニカミノルタの関西支社となる。
  - 10月1日 - ミノルタ株式会社を事業ごとに当社の事業子会社に分割後、ミノルタ株式会社を当社へ吸収合併。事業再編を受けなかったコニカメディカルアンドグラフィック株式会社をコニカミノルタエムジー株式会社に変更するとと同時に、他の当社傘下の事業子会社8社も「コニカミノルタ」を冠した社名に商号変更したことで、一連のグループ再編を完了。
- 2004年4月1日 - 当社子会社のコニカミノルタフォトイメージング株式会社がコニカミノルタカメラ株式会社を吸収合併。
- 2005年1月5日 - 当社子会社のコニカミノルタテクノロジーセンター株式会社の産業向けインクジェットプリンタ用プリントヘッド・テキスタイルプリンタ事業を分社化し、新たな事業会社となるコニカミノルタIJ株式会社を設立。
- 2006年
  - 3月31日 - 前身のコニカ、ミノルタ時代から展開し、子会社のコニカミノルタフォトイメージング株式会社を通じて事業を行っていたカメラ事業・フォト事業を同日付で撤退。翌4月1日から事業譲渡やアフターサービスの委託を実施。
    - デジタル一眼レフカメラ関連事業は2005年7月から共同開発を進めていたソニー株式会社へ事業譲渡され、併せて、これまでのカメラ製品や関連製品のアフターサービス業務も同社へ委託。
    - ミニラボ及び関連機器のサービスメンテナンス業務をノーリツ鋼機へ委託。
    - 35mmフィルムのサービスプリント事業を除くラボ事業とグループ会社直営の子供写真スタジオ事業を「カメラのキタムラ」で展開する株式会社キタムラの子会社である株式会社ラボネットワークへ事業譲渡。
    - 証明写真事業と写真関連製品の国内販売事業を大日本印刷株式会社へ事業譲渡。
    - カメラフィルム事業に関しては2007年3月まで品種を縮小し販売を継続。

  - 10月1日 - 小田原サイト（印画紙製造事業）を大日本印刷株式会社に売却。
- 2007年3月31日 - 写真フィルム事業を大日本印刷株式会社子会社の株式会社DNPフォトマーケティング（現・株式会社DNPフォトイメージングジャパン）に譲渡。
- 2008年5月9日 - 東京国税局から、約18億円の所得隠しを指摘されたとの一部報道を受け[12]、自社見解を発表[13]。 そのうち、コニカミノルタフォトイメージングの「中国撤退対策費」は国税不服審判所への不服申し立て（審査請求）により主張が認められ、処分が取り消された[14]。
- 2010年4月1日 - カメラ製品のアフターサービス委託先をソニー株式会社から株式会社ケンコー（現・株式会社ケンコー・トキナー）に変更（2011年3月1日より同社へカメラ製品のアフターサービスを継承）。
- 2011年3月31日 - 当社事業子会社のコニカミノルタフォトイメージング株式会社を解散。
- 2012年
  - 4月1日 - 新機能材料の事業化推進部門およびコニカミノルタオプト株式会社とコニカミノルタセンシング株式会社を再編し、コニカミノルタアドバンストレイヤー株式会社およびコニカミノルタオプティクス株式会社を設立[15][16]。
  - 11月19日 - 英国のプリントマネジメントサービス大手のCharterhouse PM Limitedを買収。

### 事業会社化後
- 2013年
  - 4月1日 - コニカミノルタビジネステクノロジーズ株式会社などグループ会社7社を吸収合併する経営体制の再編を行い、商号をコニカミノルタ株式会社に変更。純粋持株会社から事業会社に移行した[17]。
  - 10月1日 - 障がい者の自立支援を目的に、デジタル印刷及び付帯事業の外販や各種業務の請負を行う子会社として、コニカミノルタウイズユー株式会社を設立[18]（同年12月2日に特例子会社の認定を取得）。
  - 12月 - HDD用ガラス基板事業から撤退[19]。
- 2014年
  - 1月1日 - パナソニック ヘルスケア株式会社（現・PHC株式会社）より超音波診断機器事業（パナソニックブランドを除く）を譲受[20]。
  - 4月1日 - 東京サイト八王子内に地上7階建ての新研究開発棟「コニカミノルタ八王子SKT」を開設[21]。
  - 6月23日 - オーストラリアのプリントマネジメントサービス大手のErgo Asia Pty Limitedを買収。
- 2015年
  - 1月9日 - 日本でプリントマネジメントサービスを提供するERGOMPM株式会社を設立。これにより、欧州から米国、日本、APACでグローバルにサービスを提供することが可能となった[22]。
  - 6月24日 - ディスプレイ検査システムメーカーRadiant社を買収、製造検査領域への参入を発表[23]。
- 2016年
  - 3月29日 - 独・監視カメラメーカーMOBOTIX AG社を買収し監視カメラ事業に本格参入したことを発表[24]。
  - 4月1日 - 国内販売部門およびコニカミノルタヘルスケア株式会社とコニカミノルタビジネスソリューションズ株式会社を再編・統合し、コニカミノルタジャパン株式会社を設立[25]。
- 2017年
  - 1月23日 - ギャラリースペース「コニカミノルタプラザ」を閉館。
  - "4月3日 - ERGOMPM株式会社をコニカミノルタマーケティングサービス株式会社に社名変更[26]。
  - 6月1日 - パイオニア株式会社との合弁で有機EL照明事業を担うコニカミノルタ パイオニア OLED株式会社を設立[27]。
  - 9月25日 - アメリカで創薬支援を行うインヴィクロ社を買収[28]。
  - 10月19日 - 株式会社 産業革新機構との共同投資により、アメリカで遺伝子検査事業を行うアンブリー・ジェネティクス社を買収[29]。
- 2018年
  - 7月1日 - 子会社のコニカミノルタジャパン株式会社が同じく子会社のコニカミノルタメディカルソリューションズ株式会社を吸収合併[30]。
  - 7月23日 - 日本国内での個別化医療（プレシジョン・メディシン）に向けたソリューションサービス事業を担う新会社として、コニカミノルタプレシジョンメディシンジャパン株式会社を設立（同年10月1日より業務を開始）[31]。
  - 12月1日 - 介護業務に係る製品、情報システム及びサービスの開発、販売、コンサルティングを担う新会社として、コニカミノルタQOLソリューションズ株式会社を設立。
- 2019年
  - 4月1日 - 子会社のコニカミノルタメカトロニクス株式会社が同じく子会社のコニカミノルタオプトデバイス株式会社とコニカミノルタオプトプロダクトを吸収合併し、生産子会社を統合[32]。
  - 4月16日 - コニカミノルタ パイオニア OLED株式会社がパイオニア株式会社との合弁解消による体制変更に伴ってコニカミノルタOLED株式会社に商号変更[33]。
- 2020年
  - 2月4日 - コニカミノルタOLED株式会社を清算[34]。
  - 4月24日 - メルク社へディスプレイアプリケーション向け有機ELに関連する特許を譲渡[35]。
  - 11月27日 - フィンランドSpecim社を買収、ハイパースペクトルイメージング事業への参入を発表[36]。
- 2021年
  - 10月15日 - コニカミノルタプレシジョンメディシンジャパン株式会社をコニカミノルタREALM株式会社に社名変更[37]。
  - 10月18日 - コニカミノルタパブリテック株式会社を設立[38][39]。
- 2022年
  - 4月1日 - 株式会社ガバメイツを設立し、自治体DX支援事業を会社分割により同社へ承継、さらに同社の株式をコニカミノルタパブリテック株式会社に譲渡するとともに同社を株式会社チャンスとの合弁会社とした[40][41][42]。
- 2023年
  - 4月1日 - 生産子会社のコニカミノルタメカトロニクス株式会社を、コニカミノルタメカトロニクス株式会社(情報機器)・コニカミノルタIJプロダクト株式会社(IJ(インクジェット)コンポーネント)・コニカミノルタアドバンスオプティクス株式会社(光学コンポーネント)の事業領域別3社に分割[43]。
  - 4月19日 - コニカミノルタマーケティングサービス株式会社を、合併を目的に設立したゴウリカマーケティング株式会社に売却し連結対象から分離[44][45]。
  - 5月10日 - 2023年3月期の連結最終損益が1,050億円の赤字（４年連続の最終赤字）になったと発表[46]。同時に役員報酬の一部自主返上を発表した[47]。
  - 10月26日 - 中国の広州ラックスビジョンズイノベーションテクノロジーに中国生産子会社２社（コニカミノルタオプト大連、コニカミノルタ光学儀器上海）の株式80%を譲渡することを発表[48]。
- 2024年
  - 3月 - 子会社のコニカミノルタパブリテック株式会社が保有する株式会社ガバメイツの株式を、株式会社チェンジホールディングスに譲渡[49][50]し、合弁を解消。
  - 3月7日 - 2017年9月に買収したインヴィクロ社の持ち株をアメリカ企業に全て売却すると発表[51]。
  - 4月1日 - FPTジャパンホールディングス株式会社と複合機ソフトウェア開発に関する合弁会社を設立[52]。
  - 4月4日 - 2025年3月末までに国内外で2,400人の人員を削減するグローバル構造改革を発表[53]。
  - 7月1日 - 子会社のコニカミノルタビジネスアソシエイツ株式会社とコニカミノルタエンジニアリング株式会社を合併し、コニカミノルタコネクト株式会社を設立[54][55]。
  - 9月1日 - 子会社のコニカミノルタパブリテック株式会社を吸収合併[56][57]。
  - 11月5日 - 2017年に買収したアンブリー・ジェネティクス社の全株式を米Tempus AI社に売却する株式譲渡契約を締結した[58][59]。

## 国内グループ会社
- コニカミノルタジャパン株式会社
- キンコーズ・ジャパン株式会社
  - 元々は「フェデックス キンコーズ」の日本法人だったが、2012年6月に買収による株式譲渡を受けて子会社化し、商号変更。

- コニカミノルタQOLソリューションズ株式会社
- コニカミノルタアドバンストオプティクス株式会社
- コニカミノルタウイズユー株式会社（特例子会社）
- コニカミノルタケミカル株式会社
- 株式会社コニカミノルタサプライズ
- コニカミノルタ静岡株式会社
- コニカミノルタ情報システム株式会社
- コニカミノルタソフトウェア研究所株式会社
- コニカミノルタテクノプロダクト株式会社
- コニカミノルタ日本文化精工株式会社
- コニカミノルタプラネタリウム株式会社
  - プラネタリウム機器およびコンテンツなどの開発・製造・販売、プラネタリウム建設並びに運営サービス（「コニカミノルタプラネタリアTOKYO」・「コニカミノルタプラネタリウム“満天” in Sunshine city」・「コニカミノルタプラネタリウム“天空” in 東京スカイツリータウン」などの経営）

- コニカミノルタメカトロニクス株式会社
- コニカミノルタREALM株式会社
- コニカミノルタコネクト株式会社

## 不祥事
- 2015年、子会社であるコニカミノルタ情報システムの元社員が会社資金の私的利用をしていた[60]。

## スポーツ支援
コニカミノルタでは自社のスポーツチームを始めとしたスポーツ支援を行っている。
今のところ自社のスポーツチームで会社公認の強化指定になっているのは後述する陸上競技部のみである。陸上競技部以外だと創部から一貫して愛知県豊川市をホームにしている同好会扱いのサッカー部であるコニカミノルタ豊川SC（←ミノルタサッカー部←ミノルタカメラサッカー部）が存在していたが、2015年に『リヴィエルタ豊川』の名称でクラブチーム化している。
また、1997年から2023年まで日本女子プロゴルフ選手権大会の特別協賛を、2005年から2007年までは、二輪ロードレース世界選手権のJapan Italy Racingチーム(JiR)のスポンサーとして協賛していた。近年では『ニューイヤー駅伝』（TBS）の複数社（30秒×2本）の1社としてのスポンサーを毎年担当している。過去にはフランスのプロサッカーリーグに在籍するASサンテティエンヌのスポンサーも務めていた。

### 陸上競技部
コニカミノルタ陸上競技部は、1970年に小西六（コニカ）の陸上競技部として発足、近年では坪田智夫、太田崇、松宮隆行、松宮祐行、前田和之など有力長距離ランナーを数多く揃える強豪チームとなっている。全日本実業団対抗駅伝大会（ニューイヤー駅伝）では2001年 - 2003年（3連覇）、2005年・2006年（連覇）、2008年、2013年・2014年（連覇）と歴代2位の8回の優勝を誇り、ニューイヤー駅伝の中継などで「21世紀の駅伝王者」と称されていた。なおコニカミノルタホールディングス時代から「コニカミノルタ」名での登録となっている。
かつてはエリック・ワイナイナ（アトランタオリンピック男子マラソン銅メダル、シドニーオリンピック男子マラソン銀メダル）が所属していたことでも知られている。
陸上競技部 のふれあい活動として、2006年度よりランニングプロジェクトを始動。"走る"ことを通じて、多くの人たちに走る楽しさ、夢、感動を提供することをめざしている。
コニカミノルタグループ各社の福利厚生を始めとする総務部門を担うビジネスエキスパート部門（旧コニカミノルタビジネスエキスパート）の所管であり、同社の本社がある東京都八王子市に拠点を置いている。練習会場は秋留台陸上競技場（あきる野市）、上柚木競技場（八王子市）、高尾山、多摩川サイクリングロード等で行っている。また、毎年11月下旬に開催される長距離種目の記録会「八王子ロングディスタンス」の運営協力を行っている。

#### 現在の主な所属選手・スタッフ
- 宇賀地強(監督)
- 酒井勝充(副部長)
- 野口拓也(コーチ)
- 小澤希久雄(コーチ)
- 谷川智浩(コーチ)
- 高瀬無量(コーチ)
- 米満怜(キャプテン)
- ジェームス・ムオキ
- 名取燎太
- 星岳
- 宮下隼人
- 川口慧
- 島貫温太[63]

#### 過去の主な所属選手
- エリック・ワイナイナ
- 佐藤敏信
- 酒井俊幸
- 太田崇
- 坪田智夫
- 松宮隆行
- 松宮祐行
- 前田和之
- 高橋正仁
- 山田紘之
- 黒崎拓克
- 新田良太郎
- 撹上宏光
- 設楽啓太
- 伊藤正樹
- 神野大地
- 山本浩之
- 磯松大輔
- ポール・クイラ
- 川端千都
- 工藤有生
- 菊池賢人
- 西池和人
- 蜂須賀源
- 大山憲明
- ドミニク・ランガット
- 我那覇和真
- 砂岡拓磨

#### 全日本実業団対抗駅伝競走大会（ニューイヤー駅伝）成績
2001年以降のみ掲載。 走者 は区間賞。
| 年     | 総合順位 | 1区走者    | 2区走者              | 3区走者            | 4区走者            | 5区走者  | 6区走者    | 7区走者  |
| ------ | -------- | ---------- | -------------------- | ------------------ | ------------------ | -------- | ---------- | -------- |
| 2001年 | 優勝     | 磯松大輔   | 松宮隆行             | ザカヨ・ガソ       | 迎忠一             | 松宮祐行 | 酒井俊幸   | 坪田智夫 |
| 2002年 | 優勝     | 磯松大輔   | 松宮隆行             | 小澤希久夫         | 迎忠一             | 坪田智夫 | 松宮祐行   | 酒井俊幸 |
| 2003年 | 優勝     | 磯松大輔   | 松宮隆行             | ザカヨ・ガソ       | 小澤希久夫         | 坪田智夫 | 松宮祐行   | 酒井俊幸 |
| 2004年 | 準優勝   | 太田崇     | 坪田智夫             | 松宮隆行           | サムエル・ムツリ   | 松宮祐行 | 磯松大輔   | 前田和之 |
| 2005年 | 優勝     | 太田崇     | 松宮隆行             | サムエル・ムツリ   | 磯松大輔           | 松宮祐行 | 小澤希久夫 | 前田和之 |
| 2006年 | 優勝     | 太田崇     | 松宮隆行             | 坪田智夫           | サムエル・ムツリ   | 松宮祐行 | 米田尚人   | 磯松大輔 |
| 2007年 | 4位      | 松宮隆行   | 太田崇               | 松宮祐行           | 磯松大輔           | 坪田智夫 | 米田尚人   | 前田和之 |
| 2008年 | 優勝     | 太田崇     | 松宮隆行             | サミー・アレックス | 山田紘之           | 坪田智夫 | 池永和樹   | 磯松大輔 |
| 2009年 | 4位      | 松宮隆行   | ジョセフ・ムワニキ   | 太田崇             | 山田紘之           | 黒崎拓克 | 坪田智夫   | 前田和之 |
| 2010年 | 準優勝   | 松宮祐行   | ジョセフ・ムワニキ   | 太田崇             | 黒崎拓克           | 山田紘之 | 松宮隆行   | 坪田智夫 |
| 2011年 | 9位      | 山本浩之   | ポール・クイラ       | 松宮隆行           | 宇賀地強           | 下重正樹 | 米田尚人   | 太田崇   |
| 2012年 | 準優勝   | 新田良太郎 | ポール・クイラ       | 宇賀地強           | 松宮隆行           | 山田紘之 | 松宮祐行   | 下重正樹 |
| 2013年 | 優勝     | 谷川智浩   | ポール・クイラ       | 野口拓也           | 宇賀地強           | 伊藤正樹 | 新田良太郎 | 松宮隆行 |
| 2014年 | 優勝     | 松宮隆行   | ポール・クイラ       | 谷川智浩           | 宇賀地強           | 野口拓也 | 新田良太郎 | 菊地賢人 |
| 2015年 | 準優勝   | 野口拓也   | ポール・クイラ       | 菊地賢人           | 設楽啓太           | 宇賀地強 | 松宮隆行   | 山本浩之 |
| 2016年 | 準優勝   | 西池和人   | ポール・クイラ       | 菊地賢人           | 宇賀地強           | 山本浩之 | 設楽啓太   | 野口拓也 |
| 2017年 | 5位      | 設楽啓太   | サムエル・ムワンギ   | 菊地賢人           | 神野大地           | 山本浩之 | 宇賀地強   | 野口拓也 |
| 2018年 | 7位      | 宇賀地強   | サムエル・ムワンギ   | 蜂須賀源           | 野口拓也           | 谷川智浩 | 山本浩之   | 神野大地 |
| 2019年 | 5位      | 西池和人   | ドミニク・ランガット | 菊地賢人           | 蜂須賀源           | 山本浩之 | 宇賀地強   | 谷川智浩 |
| 2020年 | 8位      | 野口拓也   | ドミニク・ランガット | 菊地賢人           | 蜂須賀源           | 山本浩之 | 我那覇和真 | 宇賀地強 |
| 2021年 | 18位     | 西池和人   | ドミニク・ランガット | 川端千都           | 菊地賢人           | 山本浩之 | 野口拓也   | 大山憲明 |
| 2022年 | 21位     | 名取燎太   | ジェームス・ムオキ   | 米満怜             | 星岳               | 大山憲明 | 伊勢翔吾   | 西池和人 |
| 2023年 | 18位     | 名取燎太   | ジェームス・ムオキ   | 川口慧             | 宮下隼人           | 米満怜   | 伊勢翔吾   | 大山憲明 |
| 2024年 | 27位     | 砂岡拓磨   | 柏優吾               | 名取燎太           | ジェームス・ムオキ | 宮下隼人 | 廣澤優斗   | 米満怜   |
| 2025年 | 出場なし | 出場なし   | 出場なし             | 出場なし           | 出場なし           | 出場なし | 出場なし   | 出場なし |